# Obi-Wan Kenobi
Obi-Wan Kenobi, conosciuto anche come Ben Kenobi, è un personaggio della saga fantascientifica di Guerre stellari. Uno dei personaggi più importanti e ricorrenti della saga, è interpretato da Alec Guinness nella trilogia originale e da Ewan McGregor nella trilogia prequel e nella miniserie Obi-Wan Kenobi; compare anche nel film Star Wars: The Clone Wars, nella serie omonima, nella Clone Wars del 2003 e in Star Wars Rebels.
Inizialmente Padawan di Qui-Gon Jinn, insieme al suo Maestro è coinvolto nella battaglia di Naboo, contro l'esercito dei droidi della Federazione dei Mercanti. Dopo la morte di Qui-Gon, per mano del Sith Darth Maul, viene promosso a Cavaliere Jedi e gli viene assegnato come allievo il giovane Anakin Skywalker. I due, divenuti grandi amici, diventano generali della Repubblica e delle leggende durante le guerre dei cloni. In seguito al passaggio al Lato Oscuro di Anakin e alla nascita dell'Impero si esilia su Tatooine e diventa, anni dopo, il mentore di Luke Skywalker, che indirizzerà al suo cammino verso le vie dei Jedi.

## Ruolo nella saga
(Obi-Wan in Guerre stellari)
È stato il Padawan di Qui-Gon Jinn e in seguito divenne il maestro dei due Jedi probabilmente più significativi nella storia dell'Ordine: Anakin Skywalker (durante l'ultimo periodo di vita della Vecchia Repubblica) e il di lui figlio Luke Skywalker (durante l'era dell'Impero e durante la Guerra Civile Galattica).
Fu il primo Jedi dell'Ordine di Yoda a sconfiggere un Sith, Darth Maul, mentre era ancora un apprendista Padawan, e fu uno dei pochi membri del consiglio Jedi a sopravvivere alla Grande Purga Jedi ordinata da Darth Sidious.
Nell'ambito dei film e nel nuovo Canone, Obi-Wan Kenobi è tra i Jedi (con Yoda e Luke Skywalker) il cui corpo fisico scompare nel nulla in punto di morte, mentre in Star Wars Legends la cosa avviene per molti dei Jedi dotati di un legame con la Forza particolarmente profondo.
Obi-Wan Kenobi usava un secondo nome, Ben Kenobi (oppure soltanto Ben), quando affrontava missioni sotto copertura durante le guerre dei cloni. La prima volta che usò il nome Ben fu quando finse di morire e prese le sembianze del suo stesso assassino, Rako Hardeen, per ingannare i cacciatori di taglie Moralo Eval e Cad Bane (The Clone Wars). In seguito, Obi-Wan usò il nome Ben Kenobi subito dopo la Grande Purga Jedi, quando si nascose stabilendosi su Tatooine.

## Apparizioni

### Film

#### Guerre stellari
Obi-Wan Kenobi, da tempo in esilio su Tatooine sotto il nome di Ben, compare per la prima volta intervenendo per salvare Luke Skywalker dall'assalto di alcuni Sabbipodi, mentre il giovane si ritrova alla ricerca del piccolo droide R2-D2. Quest'ultimo se ne era andato dalla fattoria dei Lars per consegnare proprio a Kenobi il disperato messaggio di aiuto della sua precedente proprietaria, la principessa Leila Organa (sorella di Luke, a sua insaputa) del pianeta di Alderaan. Divenuto ormai troppo vecchio per affrontare una sfida simile, Obi-Wan decide di prendere con sé Luke perché lo aiuti nell'impresa, consegnandogli la spada laser di suo padre, Anakin Skywalker. Inizialmente Luke rifiuta ma, dopo aver visto l'atroce uccisione dei suoi zii per mano delle truppe dell'Impero, decide di seguire l'anziano Jedi, accompagnandolo insieme i droidi R2-D2 e C-3PO, non avendo più motivo di rimanere sul pianeta.
Il gruppo trova un passaggio per Alderaan sul Millennium Falcon del contrabbandiere Ian Solo e del Wookiee Chewbecca. Prima di raggiungere Alderaan, il pianeta viene distrutto dalla potentissima Morte Nera che, poco dopo, cattura il Falcon e il suo equipaggio. Per permettere al gruppo di fuggire, una volta salvata Leila, Kenobi disattiva il raggio traente della stazione da battaglia che impedisce al Falcon di partire. Tuttavia, prima di riuscire a fuggire, Obi-Wan si vede costretto ad affrontare nuovamente e dopo tanto tempo Dart Fener; durante il duello, Kenobi avverte Fener in maniera criptica, dicendo che se lo avesse ucciso, sarebbe diventato molto più potente di quanto sia: visto ormai il gruppo al sicuro, Kenobi si fa uccidere dal suo ex-allievo per permettere agli altri la fuga; tuttavia, il suo corpo sparisce quando il Sith lo trapassa, cosa che lascia perplesso il Signore Oscuro. Del vecchio Jedi non rimase niente, a parte la sua spada laser e la sua tunica sul pavimento.
Infatti, Kenobi non scompare interamente, ma diventa uno spirito che successivamente avrebbe seguito e consigliato il giovane Luke. Come spirito aiuta Luke a concentrarsi durante la battaglia di Yavin, dove avviene la distruzione della Morte Nera.

#### L'Impero colpisce ancora
Su Hoth, lo spirito di Kenobi dice a Luke di recarsi al sistema di Dagobah per addestrarsi sotto la tutela di Yoda. Riappare successivamente su Dagobah per avvertire Luke di non affrontare Dart Fener su Bespin.

#### Il ritorno dello Jedi
Qualche tempo dopo, Obi-Wan riappare dopo la morte di Yoda per spiegare il perché non avesse detto a Luke la verità circa il destino di Anakin, e per rivelargli che Leila è sua sorella. Dopo la vittoria alla battaglia di Endor, Kenobi riappare assieme a Yoda e allo spirito del redento Anakin.

#### La minaccia fantasma
32 anni prima degli eventi narrati in Guerre stellari, Obi-Wan è il giovane Padawan di Qui-Gon Jinn e, ormai giunto quasi al termine del suo apprendistato, viene inviato insieme al suo maestro come ambasciatore su Naboo per porre fine all'embargo commerciale della Federazione dei Mercanti, ma i due cadono in una trappola dei neimoidiani. Dopo varie peripezie, Obi-Wan e Qui-Gon riescono comunque a mettersi in salvo e poco dopo liberano la Regina Padmé Amidala, partendo con un'astronave alla volta di Coruscant, con il fine di riferire al Senato galattico i drammatici avvenimenti in corso.
Durante la fuga, però, l'iperpropulsore dell'astronave viene danneggiato ed il gruppo, per effettuare le debite riparazioni, è costretto a fermarsi (sotto consiglio di Kenobi) sul piccolo ed inospitale pianeta di Tatooine; qui, grazie all'intuizione (che, negli anni, si rivelerà vincente) di Qui-Gon, Obi-Wan fa la conoscenza di un bambino molto particolare: Anakin Skywalker. Una volta a Coruscant, Obi-Wan discute varie volte col maestro, data l'intenzione di quest'ultimo di addestrare il bambino (ritenuto pericoloso dal consiglio Jedi).
Tuttavia, in seguito ad un tragico duello a tre col Sith Darth Maul (allievo del misterioso Darth Sidious), Qui-Gon rimane ucciso e, in punto di morte, implora Obi-Wan (che aveva furiosamente sconfitto Maul tagliandolo in due) di addestrare Anakin al suo posto, cosa che Kenobi, malgrado i suoi timori sul bambino, promette di fare. Il Consiglio Jedi viene quindi persuaso dal giovane Jedi di affidargli Anakin come apprendista. Essendo il Consiglio già impressionato dal fatto che Kenobi abbia sconfitto il primo Sith affacciatosi dopo millenni essendo solo un semplice Padawan, Obi-Wan viene nominato Cavaliere anche senza aver sostenuto i test richiesti.

#### L'attacco dei cloni
Il rapporto tra il giovane maestro Obi-Wan Kenobi ed il precoce Anakin Skywalker fu caratterizzato nel corso del tempo da un legame profondo, ma più somigliante ad una vera e propria fratellanza piuttosto che ad un tradizionale rapporto maestro-allievo: quindi, seppur legati da affetto sincero, molte volte, i due ebbero screzi legati allo scarso rispetto di Anakin verso l'autorità di Obi-Wan, mentre quest'ultimo dimostrò dei limiti nell'addestrare e nel gestire un allievo comunque "difficile". Di fatto, Obi-Wan era un grande Cavaliere Jedi ma come maestro aveva ancora bisogno di fare molta esperienza, cosa che Anakin non gli permise di fare con tranquillità.
Dieci anni dopo l'invasione di Naboo, Obi-Wan e il suo padawan Anakin Skywalker si vedono assegnato il compito di proteggere Padmé Amidala (nel frattempo divenuta senatrice), dopo un drammatico attentato (fallito) alla sua vita. Dopo il successivo tentativo di assassinio della senatrice di Naboo, per mano di Zam Wesell, Kenobi ed il suo apprendista riescono a catturarla, ma le informazioni che riescono ad estorcerle in merito a chi sia il suo mandante sono molto scarse, dato che, sul punto di confessare, viene assassinata dal cacciatore di taglie per cui lavorava, Jango Fett. Tramite il dardo avvelenato con cui Zam Wesell viene uccisa, Obi-Wan riesce a risalire al pianeta su cui Fett trovava rifugio, Kamino, pianeta cancellato dagli Archivi Jedi su cui, una volta recatosi, fa una inquietante scoperta: i Kaminoani, popolo di clonatori, erano stati ingaggiati da un certo Maestro Sifo-Dyas, per conto della Repubblica, per creare un enorme esercito di cloni.
I cloni avevano come matrice il cacciatore di taglie Jango Fett, scelto dai Kaminoani per le sue doti di combattente. Il tentativo di cattura del cacciatore di taglie e del figlio Boba (anch'esso clone di Jango) fallisce, tuttavia Obi-Wan riesce ad agganciare un radiofaro alla nave in fuga di Fett (lo Slave I). Servendosi del segnale del radiofaro, Kenobi riesce ad intercettarli nel campo di asteroidi attorno al pianeta Geonosis, e a seguirli sulla superficie. Scoperti i mandanti degli attentati alla senatrice Amidala (il Conte Dooku, Cavaliere Jedi decaduto, ed il Viceré della Federazione dei Mercanti Nute Gunray) Kenobi riesce a malapena a riferirne i nomi al consiglio Jedi, interrotto dall'arrivo di truppe droidi per catturarlo. Fatto prigioniero il giovane Jedi, Dooku tenta invano di persuaderlo ad unirsi a lui, sostenendo che Qui-Gon (ex-allievo dello stesso Dooku e maestro di Obi-Wan) avrebbe sicuramente abbracciato la causa del suo vecchio mentore se avesse conosciuto la verità che Dooku conosce molto bene: che il Senato galattico è controllato dal Signore Oscuro dei Sith Darth Sidious.
Obi-Wan, sostenendo il contrario sul suo maestro, rifiuta seccamente la proposta del conte, sebbene le sue parole lo turbino profondamente. Kenobi viene pertanto condannato a morte insieme ad Anakin e Padmé, nel frattempo giunti sul pianeta per soccorrerlo; i tre vengono salvati dal tempestivo intervento di Mace Windu, Yoda e altri Maestri a capo dell'Esercito dei cloni. Mentre infuria la battaglia di Geonosis, il Conte Dooku cerca di fuggire dal pianeta ma viene fermato da Obi-Wan e Anakin che lo affrontano in duello. I due però vengono sconfitti dal Sith (che ferisce Kenobi ad una gamba e una spalla e mozza il braccio destro ad Anakin) e vengono salvati solo grazie all'intervento del sopraggiunto Yoda.

#### La vendetta dei Sith
La popolarità di Obi-Wan e Anakin come guerrieri crebbe in continuazione, tanto che furono entrambi inviati a salvare il cancelliere Palpatine, "rapito" da Dooku e dal terribile Generale Grievous.
In seguito ad un duello con Dooku, Obi-Wan rimane privo di sensi e viene portato in salvo da Anakin (dopo che questi ha ucciso il conte) insieme a Palpatine, ma i tre vengono catturati dagli scagnozzi del cyborg. Liberatisi, riescono ad impadronirsi della Invisible Hand, costringendo Grievous alla fuga. Una volta che il malvagio cyborg viene individuato su Utapau, Obi-Wan viene inviato ad eliminarlo, impresa in cui riesce dopo un lungo inseguimento. L'assenza di Obi-Wan permette a Palpatine (nel frattempo rivelatosi come il misterioso Signore dei Sith Darth Sidious) di corrompere il giovane Anakin, che aiuterà il signore dei Sith ad uccidere Mace Windu; (preoccupato da alcune visioni per la sorte della moglie Padmé) e di farlo passare al Lato Oscuro della Forza dandogli il nome Sith Dart Fener.
Con ciò, Palpatine ordina ad Anakin di sterminare i Jedi rimasti al Tempio e dà ordine alle truppe dei cloni sparse per la Galassia di ribellarsi alle loro guide Jedi, dando vita alla Grande Purga Jedi. Ad essa apparentemente sopravvivono solo Obi-Wan e Yoda (quest'ultimo in missione su Kashyyyk). Tornati segretamente su Coruscant, i due Jedi decidono di recarsi ad affrontare i Sith. Mentre Yoda si reca ad affrontare Palpatine (autoproclamatosi Imperatore Galattico), Obi-Wan giunge (involontariamente aiutato da Padmé) sul pianeta vulcanico di Mustafar dove dà vita ad un lungo ed estenuante duello col suo ex-Padawan, che infine riesce a sconfiggere, mozzandogli le gambe e il braccio sinistro. Lasciato Anakin agonizzante, Obi-Wan si reca a soccorrere Padmé, portandola presso la nave del senatore Bail Organa, dove scopre che lei aspetta due gemelli da Anakin. Anakin verrà trovato dal suo maestro, Darth Sidious che lo soccorrerà e lo trasporterà a Coruscant dove i droidi lo trasformeranno nella macchina più iconica della serie.
Malgrado il parto dei due nascituri (Luke e Leila) riesca, Padmé muore, oppressa dal dolore per aver perso l'amato marito; a questo punto Yoda suggerisce al senatore Organa di allevare la bambina mentre suggerisce a Obi-Wan di ritirarsi su Tatooine affidando Luke alle cure dei suoi zii, Owen Lars e Beru Whitesun. Prima di ritirarsi su Tatooine, Obi-Wan viene istruito da Yoda su come mettersi in contatto con lo spirito del suo vecchio maestro, Qui-Gon Jinn, tornato dall'aldilà per istruire i due Jedi su come mantenere la propria identità nella Forza dopo la morte.

#### Il risveglio della Forza
La voce di Obi-Wan è presente durante una visione di Rey scaturita dal tocco della spada laser di Anakin e Luke, con la frase "Rey, questi sono i tuoi primi passi". Per la parola "Rey" è stata usata la voce registrata di Alec Guinness, mentre il resto della battuta è stata pronunciata da Ewan McGregor.

#### L'ascesa di Skywalker
La voce di Obi-Wan è udibile anche nel momento in cui Rey chiede appello a tutti i Jedi del passato per sconfiggere il rinato Imperatore Palpatine.

### Televisione

#### The Clone Wars
Dopo la battaglia di Geonosis, Kenobi diventa un Generale dell'esercito della Repubblica durante le guerre dei cloni, portando la Repubblica verso numerose vittorie. Dopo il rapimento del figlio di Jabba the Hutt, egli viene inizialmente inviato a parlare con Jabba. Successivamente, si scontra più volte con Asajj Ventress (che era stata segretamente presa come apprendista dal Conte Dooku), finché non riesce ad avere la meglio. Verso la fine delle guerre dei cloni, Obi-Wan, Anakin e il comandante Cody partecipano ad un buon numero di missioni come la battaglia di Cato Neimoidia. Nella serie ha una relazione con la duchessa Satine del pianeta di Mandalore, ma quest'ultima viene uccisa da Maul per vendicarsi dello Jedi.

#### Rebels
Dopo l'ascesa al potere di Palpatine, Kenobi si ritira in esilio su Tatooine e veglia su Luke Skywalker. Un giorno Kenobi salva il giovane Ezra Bridger nel deserto e, più tardi, è costretto ad affrontare il suo vecchio avversario Darth Maul. Tuttavia il duello tra i due ha breve durata: infatti Kenobi riesce a tagliare in due la spada laser del nemico e a colpirlo simultaneamente al petto, uccidendolo. Prima di spirare, Maul chiede a Kenobi se lui (Luke) sia davvero il Prescelto e, dopo la risposta affermativa del Jedi, il Sith spira.

#### The Bad Batch
Compare per pochi istanti in un breve riepilogo della prima puntata in cui lui e Anakin stanno liberando il cancelliere dal Generale Grievous, stessa sequenza che si vede nel  terzo episodio della saga.

#### Obi-Wan Kenobi
Circa 10 anni dopo il duello avvenuto su Mustafar, Obi-Wan si trova su Tatooine a vegliare su Luke Skywalker vivendo ogni giorno il senso di colpa per i drammatici eventi accaduti alle persone a lui più care. Osserva da lontano Luke crescere e assomigliare sempre di più a suo padre. Cerca invano la guida del suo maestro Qui-Gon Jinn. La sua routine viene bruscamente interrotta quando viene contattato da Bail Organa per aiutarlo a salvare la piccola Leila dagli inquisitori, catturata proprio per stanare il Jedi dal suo nascondiglio. L'incontro tra Ben Kenobi e l'inquisitrice Reva porta alla scoperta da parte del Jedi che il suo apprendista caduto e creduto morto, in realtà è ancora vivo. Questo lo porta ad uno scontro con Fener che ha la meglio sul Jedi destabilizzato e traumatizzato finché, in un successivo scontro, il Jedi riprende il controllo della propria mente e dei propri poteri per poter affrontare lucidamente e in pace con sé stesso il suo ex allievo riuscendo a sconfiggerlo e lasciandolo inerme. Giunto su Alderaan saluta un'ultima volta Leila e ritorna su Tatooine dove su permesso di Owen Lars può incontrare per la prima volta Luke e donargli il modello di un T-16 Skyhopper. Infine lo spirito di Qui-Gon si manifesta a lui, pronto ad insegnargli i segreti dell'immortalità.

#### Tales of the Jedi
Nella miniserie dedicata ai racconti sui cavalieri Jedi compare brevemente solo in una puntata. Qui assiste con il consiglio e Anakin a delle prove sostenute da Ahsoka per poi stare accanto al maestro Yoda.

### Fumetti

#### Figlio di Dathomir
Nel 20 BBY partecipa insieme alla Maestra Jedi Tiplee alla missione per catturare Darth Maul e il Conte Dooku, con l'aiuto di Mace Windu e Aayla Secura, dove Tiplee venne uccisa dal conte. I due Sith poi, assieme al generale Grievous, riescono a mettersi in salvo.

## Star Wars Legends

### Vita iniziale
Kenobi nacque nel 57 BBY su Stewjon e venne scoperto dai Jedi per essere poi addestrato nelle vie della Forza. Il suo mondo natale era un pianeta costituito da pianure erbose, nel quale Kenobi aveva vissuto in felicità la sua prima infanzia assieme al fratello Owen. Nonostante fosse nato su un pianeta sconosciuto, per la sua vita intera parlò con accento di Coruscant, considerandolo come la sua vera casa.
Come apprendista Padawan si addestrò al fianco di altri Jedi della sua età, alcuni dei quali divennero suoi amici: Bant Eerin, Garen Muln, Quinlan Vos e Siri Tachi; con quest'ultima, in seguito svilupperà un rapporto che andrà ben oltre la semplice amicizia, sebbene i due, seguendo le regole Jedi, decideranno di evitare un coinvolgimento emotivo che avrebbe sicuramente causato gravi conseguenze a entrambi. Altri sarebbero diventati invece rivali o nemici, come Bruck Chun. Dopo esser stato addestrato dal grande maestro Yoda nei primissimi anni di noviziato, insieme agli altri giovanissimi compagni, Obi-Wan, compiuti ormai i dodici anni, doveva assolutamente trovare un Maestro Jedi disposto ad addestrarlo, altrimenti non avrebbe mai svolto il tirocinio per divenire Cavaliere. Attirò quindi l'attenzione del potente maestro Qui-Gon Jinn, che aveva visitato il Tempio Jedi in cerca di un allievo: in tale frangente Obi-Wan stava duellando con uno dei suoi rivali, Bruck e per attirare l'attenzione di Qui-Gon diede sfoggio di tutto il suo valore; tuttavia, le azioni finali contro Bruck resero Kenobi troppo pericoloso agli occhi del saggio maestro, ancora provato dal tradimento del suo ex-Padawan Xanatos. Obi-Wan, ritrovatosi senza maestro, nonostante i suoi sforzi, compiuti i tredici anni, come da prassi, fu costretto a lasciare il Tempio Jedi per partire in direzione di Bandomeer, una colonia mineraria, e prestare servizio nei Corpi Agricoli (AgriCorps). Fortunatamente, Qui-Gon venne mandato in missione sul medesimo pianeta in cui fu inviato il giovane Kenobi, e, in seguito a vari disordini ed eventi drammatici, il ragazzo e l'empatico maestro, si ritrovarono a collaborare per la loro stessa sopravvivenza; dopo quei gravi momenti, Qui-Gon comprese il vero potenziale inespresso di Obi-Wan e fu infine fiero di prenderlo come suo Padawan.
Nel corso del tempo, missione dopo missione, il legame tra Qui-Gon e Obi-Wan diventò sempre più importante, tanto da rassomigliare ad un vero rapporto padre-figlio; talvolta Obi-Wan si trovò in difficoltà nel seguire gli insegnamenti del pacato ma poco "accademico" Qui-Gon, le cui dottrine erano molto spesso differenti da quelle ordinarie divulgate dal maestro Yoda o da Mace Windu. Tuttavia il giovane allievo Padawan, grazie alla sua abilità nel riuscire sempre a trovare il giusto compromesso, riuscì a barcamenarsi tra la dottrina della Forza Vivente (la filosofia perseguita da Qui-Gon) e quella della Forza Unificante (filosofia perseguita, invece, da Yoda), riuscendo ad apparire sufficientemente ortodosso al potente consiglio Jedi, ma nel contempo acquisendo i preziosi insegnamenti del "maestro grigio", limando anche alcuni aspetti negativi del proprio carattere, quali una buona dose di senso di superiorità ed un evidente sarcasmo. Obi-Wan seguì il suo maestro in molte missioni come nella Guerra Iperspaziale Stark, su Arorua, su Phindar dove sconfiggono l'associazione criminale chiamata il Sindacato e salvano, successivamente, i passeggeri dell'astronave Aurorient Express sul pianeta gassoso Yorn Skot. Partecipa anche alla difficile missione su Telos, dove aiutò Qui-Gon a sventare i piani di Xanatos (ex-allievo dello stesso Qui-Gon); nel 33 BBY, Kenobi collaborò con Qui-Gon nelle missioni su Yinchorr e Dorvalla. Affronta la cacciatrice di taglie Aurra Sing insieme al suo maestro su Kwannot e partecipa alla conferenza di Eriadu per proteggere il cancelliere Valorum e i delegati della Federazione dei Mercanti dal Fronte Nebula. Durante tutte queste avventure, la coppia formata da Qui-Gon e Obi-Wan diventò una tra le più affermate ed affiatate della Galassia; infatti l'esperienza e la grande conoscenza della Forza del "maestro grigio", ben si completavano con la rapidità e l'innato talento dell'impetuoso Padawan nell'utilizzo della spada laser. La carta vincente della coppia Jedi fu il totale rispetto dei ruoli: Qui-Gon era un maestro sensibile ma autorevole, Obi-Wan un allievo testardo, ma diligente e rispettoso.

### Maestro
Nel 27 BBY, ormai trentenne, Obi-Wan viene incaricato da Mace Windu di spiare il Maestro Jedi Jorus C'baoth e di partecipare al progetto Outbound Flight, che prevedeva di esplorare le Regioni Ignote della galassia, cercando altri individui sensibili alla Forza. Assieme al quattordicenne Anakin sale sull'astronave ma i due si ritrovano costretti, sotto ordine di Palpatine, a scendere sul pianeta Roxuli per risolvere una disputa locale, abbandonando il progetto. Insieme Obi-Wan e Anakin compiono diverse missioni, tra cui sventare i piani di Granta Omega, figlio di Xanatos, che cercò di distruggere la città di Nataan, capitale del pianeta Mawan, con un'arma biologica. La Maestra Jedi Yaddle, loro compagna in quella missione, decise di sacrificarsi assorbendo la bomba che la uccise, salvando però la città (26 BBY).

### Post mortem
Nella continuity dell'Universo espanso Kenobi avverte Luke della minaccia che l'Impero Ssi-ruuvi pone e lo aiuta a ritrovare la Città Perduta dei Jedi. Kenobi, Yoda, e Anakin apparvero di nuovo mesi dopo per avvertire Luke della minaccia presentata dal Signore di Belderone, Flint, apprendista di Lady Lumiya. Grazie all'avviso, Luke riesce a redimere Flint lasciando Lumiya senza allievi. Nel 9 ABY, Kenobi visita Luke per l'ultima volta in sogno, dove dice che era rimasto in uno stato intermedio tra la vita e la morte e che doveva quindi "spostarsi nel regno successivo". Luke dà il nome Ben al figlio in onore del suo vecchio mentore.

## Personalità e poteri
Nonostante preferisse la diplomazia, Kenobi era conosciuto come uno dei più grandi spadaccini dell'Ordine insieme a Yoda e Windu e il padrone assoluto dello stile Soresu del combattimento con spada laser. Kenobi aveva inizialmente studiato la forma Ataru con Qui-Gon Jinn, in seguito abbandonandola per la totale mancanza di difesa, causa della morte del suo mentore. Kenobi conosceva anche elementi della forma Sokan. Verso la fine delle guerre dei cloni, Kenobi fu proclamato Maestro del Soresu dal maestro Mace Windu. Durante il suo esilio su Tatooine, i riflessi di Kenobi si fanno col tempo sempre più deboli, quindi studia lo stile Shien, che utilizza nel suo ultimo combattimento con Dart Fener sulla Morte Nera. Era anche un maestro di Jar'kai, come visto nel duello in cui sconfisse Darth Maul e Savage Opress, mozzando il braccio di quest'ultimo, utilizzando la sua spada e quella di Adi Gallia.
Il suo carattere calmo e compassionevole gli ha procurato molte amicizie nella galassia, tra cui Gardulla the Hutt, Hondo Onhaka, Dexter Jettster e Jar Jar Binks. Persino i nemici, escluso il generale Grievous, lo rispettano.
Sulla personalità di Obi-Wan ha avuto grande impatto e influenza quella di Qui-Gon Jinn: Kenobi infatti ha sempre guardato all'esempio del maestro scomparso per conoscere la via da seguire, nonostante Qui-Gon non fosse un Jedi "convenzionale" e da lui aveva ereditato una grande sagacia e anche una profonda e sincera bontà.
Inoltre, sebbene preferisse servirsi della spada quando era costretto a combattere, Kenobi aveva anche vastissime conoscenze nella Forza: era esperto in tecniche di controllo mentale, come la Persuasione della Forza, e sapeva impiegare egregiamente il Controllo Animale, ed era molto capace anche nella Deflessione e nella Spinta di Forza, tecniche che, servendosi della telecinesi, consentono di scaraventare via e piegare/deflettere colpi.
Era un eccellente pilota, benché affermasse di odiare volare. Era inoltre un ottimo meccanico, anche se non al livello di Anakin Skywalker.
Kenobi comprendeva facilmente lingue complesse, come quella Wookiee, e capiva e parlava perfettamente il Twil'lek.
Kenobi ebbe due donne che si infatuarono di lui nel corso della sua vita: nell'universo espanso la prima fu Siri Tachi, Padawan di Adi Gallia, con la quale decise di non continuare in quel modo per evitare che il Lato Oscuro li coinvolgesse; nel nuovo canone la seconda fu Satine Kryze, duchessa di Mandalore, innamoratasi del Jedi quando questi, durante il suo apprendistato, venne inviato assieme a Qui-Gon Jinn su Draboon per proteggerla da alcuni mercenari, molti anni prima delle guerre dei cloni e dell'invasione di Naboo. Sebbene Kenobi ricambiasse i sentimenti verso la duchessa fu costretto a rifiutarne le avance per la sua condizione di Jedi; rimase poi profondamente addolorato quando, nel 20 BBY, Satine gli morì tra le braccia per mano del "risorto" Darth Maul.
Molto si è discusso riguardo alla sua morte per mano di Dart Fener sulla Morte Nera; chiaramente, dopo anni e anni in cui il vecchio Jedi aveva portato su di sé il pesante fardello del passaggio al Lato Oscuro del suo amico Anakin, Obi-Wan scelse di affrontare un'ultima volta il suo apprendista decaduto per farsi uccidere (consentendo però a Luke e agli altri di scappare) ed "espiare" così il suo fallimento. Questo spiega il perché Obi-Wan racconta a Luke ne Il ritorno dello Jedi la storia dell'ascesa di Fener al Lato Oscuro con voce colma di rimpianto, avendo sempre cercato di colmare l'enorme dolore che indirettamente aveva creato fallendo come maestro.

## Le sue spade laser
Obi-Wan ha posseduto tre spade laser nel corso della sua vita. La prima, quand'era un Padawan, venne perduta nel pozzo del reattore durante il duello con Darth Maul. La seconda, quand'era un Maestro Jedi, gli venne sottratta su Geonosis e mai più recuperata; durante la battaglia sul suddetto pianeta, Obi-Wan utilizzò temporaneamente un'altra spada laser dalla lama blu che poi venne distrutta nel duello col Conte Dooku. La terza e ultima, invece, venne perduta dall'anziano Kenobi durante il suo ultimo combattimento contro Dart Fener sulla Morte Nera.

## Riconoscimenti
- Nel 2004, la municipalità di Lubicz in Polonia ha approvato la proposta di chiamare Obi-Wan Kenobi una strada di Grabowiec, un piccolo villaggio vicino a Toruń. Il nome è stato poi assegnato nel 2005. Il nome effettivo della strada è "Obi-Wana Kenobiego", la forma genitiva del nome in lingua polacca: (la strada) di Obi-Wan Kenobi.[2]

## Parodie
Il personaggio è stato parodiato in varie serie televisive, come I Griffin e nel film Oggy e i maledetti scarafaggi - Il film.